# Mohamed Benyahia
Mohamed Benyahia (Tremblay-en-France, 30 de junho de 1992) é um futebolista profissional argelino que atua como defensor.

## Carreira
Mohamed Benyahia representou o elenco da Seleção Argelina de Futebol no Campeonato Africano das Nações de 2017.